# Ungebautes Wien

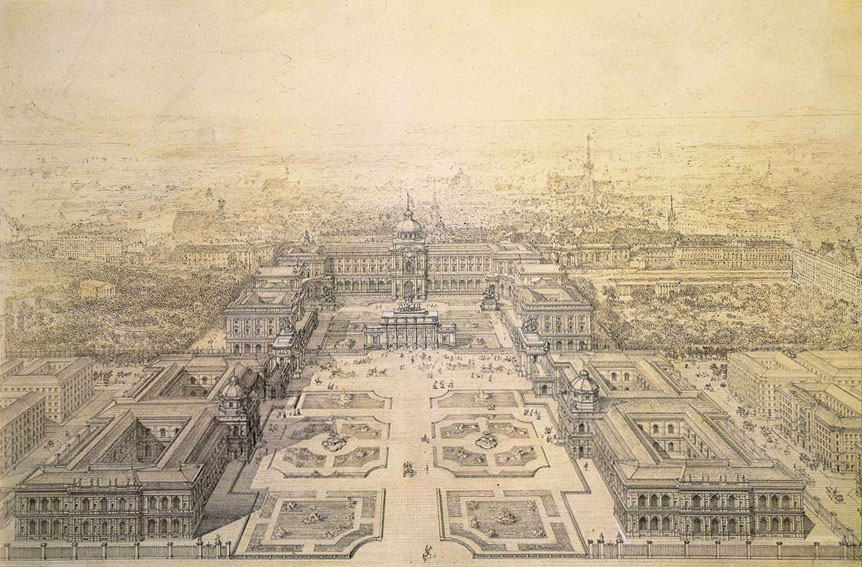
Entwurf von Gottfried Semper für das Wiener Kaiserforum, 1870

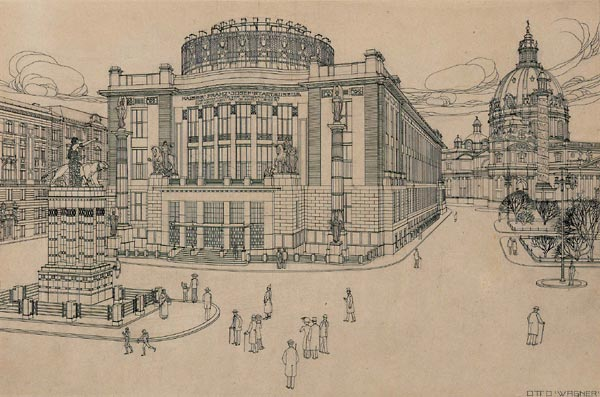
Entwurf von Otto Wagner für ein Stadtmuseum am Karlsplatz

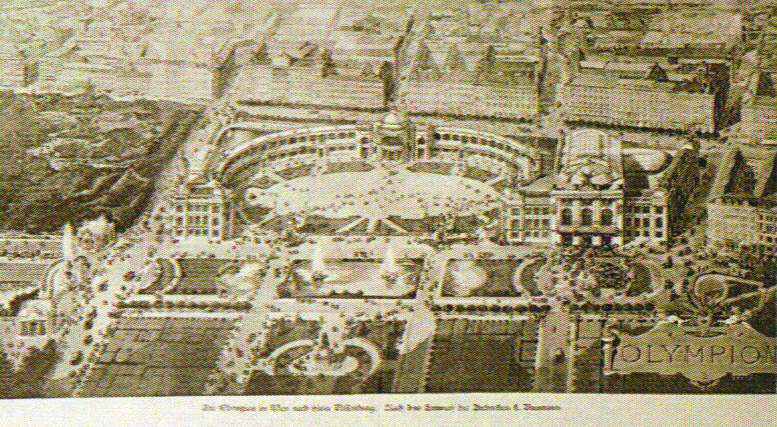
Baumanns Olympion

Ungebautes Wien war der Titel einer vom 10. Dezember 1999 bis zum 20. Februar 2000 im Historischen Museum der Stadt Wien (heute Wien Museum) durchgeführten Ausstellung über konkrete, oft schon recht weit gediehene und heiß diskutierte, letztlich aber nicht realisierte Bauprojekte in Wien. Beispielhaft für solche Projekte seien hier genannt:

## Einzelprojekte

### Infrastrukturprojekte
- Zahlreiche unausgeführte Varianten der Stadterweiterung in Alternative zur ausgeführten Ringstraße im 19. Jahrhundert.
- Mehrfache Anläufe zur Schaffung einer U-Bahn und eines Wiener Hauptbahnhofs. (Der U-Bahn-Bau fand erst von den 1970er Jahren an statt, der Hauptbahnhof wurde erst 2015 fertiggestellt.)
- Donaukanal-, Gürtel- und Wiental-Autobahn (ab Mitte der 1950er bis Anfang der 1970er Jahre – offiziell zu Grabe getragen von Bürgermeister Felix Slavik Anfang September 1972 in einer Rede beim Forum Alpbach).
- Autobahnartige Verlängerung des Flötzersteigs zur Wiener Westeinfahrt (nach umstrittenem Abstimmungsergebnis einer Volksbefragung vom 16. bis 18. März 1980 letztlich nicht realisiert).
- Alwegbahn-Projekte, etwa über der Mariahilfer Straße, oder in Verbindung mit einer Stelzenautobahn im westlichen Teil der Wiener Gürtelstraße (kurz: Gürtel). Die Wiener Alwegbahnpläne wurden 1958–1962 intensiv diskutiert und speziell vom Wiener Stadtpolitiker Felix Slavik verfochten.
- Größere Projekte innerstädtischer Straßentunnel (verfochten besonders in den 1980er Jahren von Vizebürgermeister Hans Mayr, speziell ein Gürteltunnel, 1987 von der Gürtelkommission vorgeschlagen).

### Größere Einzelgebäude
- Das nie fertiggestellte Projekt Kaiserforum von Gottfried Semper und Karl Hasenauer (1869)
- Ludwig Baumanns Pläne für ein „Olympion“, ein urbanes Kultur- und Sportzentrum an der Stelle des heutigen Wiener Konzerthauses (1890)
- Otto Wagners diverse Projekte eines Stadtmuseums am Karlsplatz und auf der Schmelz (ab 1902)
- Otto Wagners Projekte einer neuen Akademie der bildenden Künste auf der Schmelz
- Otto Wagners verwirklichungsreifes Projekt des Spitals für Krebsforschung
- Österreichische Völker- und Ruhmeshalle
- Diverse Großbauprojekte der NS-Zeit, etwa eine 330 m hohe Gauhalle  und eine viaduktartige Hochstraße auf den Kahlenberg Franz Pöcher (1937–38)
- Bürogebäude neben dem Palais Trautson (heute Parkanlage), im Jahr 1956 (neben dem Palais wurden später temporäre Bauten für internationale Organisationen errichtet, die nach Fertigstellung von deren definitiven Büros wieder abgerissen wurden)
- Dreißigstöckiges Hochhaus am Laurenzerberg (1959)
- Glockenturm anstelle der abgerissenen Florianikirche, Siegerprojekt von Johann Staber als Ergebnis eines Wettbewerbs (1966)
- Geplante IBM-Zentrale anstelle des Wiener Künstlerhauses (1966), Architekt Karl Schwanzer
- Der Neubau eines Gebäudes des Zoologischen Instituts der Universität Wien im Währinger Sternwartepark, abgelehnt in einer Volksbefragung am 26. Mai 1973
- Verbauung der Steinhofgründe durch eine Großwohnanlage (nicht realisiert nach negativem Ergebnis einer Volksbefragung im Dezember 1981)
- Errichtung eines Opernhauses in der Rossauer Kaserne (im Dezember 1984 angeregt durch Vizebürgermeister Hans Mayr)
- Siegerprojekt der für 1995 geplanten Weltausstellung Wien-Budapest, Architekten Sepp Frank und Rudolf Zabrana (zu Fall gekommen durch Volksbefragung vom 14. bis 16. Mai 1991)
- Der seit 1990 diskutierte Leseturm im Wiener MuseumsQuartier (Architekten Laurids Ortner, Manfred Wehdorn)
- Das 1990 bis 2003 diskutierte Hochhausprojekt Wien Mitte, ebenfalls geplant von Laurids Ortner
- Das in den 1990er Jahren ventilierte Projekt Turm und Riegel am Mariahilfer Platzl von Coop Himmelblau
- Diverse Umbaupläne für Wiener Flaktürme